# Национализм
Национали́зм — идеология и направление политики, основополагающим принципом которой является тезис о ценности нации как высшей формы общественного единства, её первичности в государствообразующем процессе. Как политическое движение, национализм стремится к созданию государства, которое охватывает территорию проживания только определённой нации и отстаивает её интересы.
Типология национализма отражает разные определения понятия «нация». Этнический национализм определяет нацию с точки зрения общей этнической принадлежности, наследия и культуры.
Гражданский национализм определяет нацию как гражданскую, с точки зрения общего гражданства, ценностей и институтов и связан с её конституционным оформлением, с конституированием национальных государств.
Националисты считают, что каждая страна должна управлять собой, без вмешательства извне (самоопределение), что нация является естественной и идеальной основой для государственного устройства и что народ является единственным законным источником политической власти. Национализм выступает за создание и поддержание единой национальной идентичности, основанной на общих социальных характеристиках, таких как культура, язык, религия, политика и вера в общую историю. Национализм содействует национальному единству и солидарности. Национализм стремится к объединению различных слоёв общества, невзирая на противоположные классовые интересы. Он оказался способен обеспечить мобилизацию населения ради общих политических целей в период перехода к капиталистической экономике.
Национализм — современное явление. На протяжении всей истории люди были привязаны к своей родственной группе и традициям, к территориальным властям и к своей родине, но только с XVIII века национализм начал рассматриваться как часть человеческих убеждений о себе и об обществе; стал значимым, если не наиболее важным, фактором современной истории. Существуют различные подходы к объяснению происхождения и природы национализма. Примордиализм предполагал, что нации были всегда и что национализм — это естественное явление. Этносимволизм объясняет национализм как динамическое, эволюционное явление, подчёркивает важность символов, мифов и традиций в развитии наций и национализма. Наиболее распространённый в научном сообществе конструктивизм предполагает, что национализм является порождением эпохи модерна, недавним социальным явлением, которому необходимы социально-экономические структуры современного общества. Национальные символы и флаги, национальные гимны, национальные языки, национальные мифы и другие символы национальной идентичности имеют большое значение в национализме.
В силу того что многие современные радикальные националистические движения подчёркивают свою этническую окраску, национализм часто ассоциируется с этнической, культурной и религиозной нетерпимостью (или любой иной неприязнью к этническим «другим»). Такая нетерпимость осуждается сторонниками умеренных течений в национализме. СМИ «национализмом» часто называют этнонационализм, в особенности его крайние формы (шовинизм, ксенофобия и др.), которые делают акцент на превосходстве одной национальности над остальными. Многие проявления крайнего этнонационализма, включая разжигание межнациональной розни и этническую дискриминацию, относятся к международным правонарушениям. Утверждается, что национализм способствовал распаду колониальной системы и империй, формированию гражданских наций и национальных государств.
В русском языке термин «национализм» концептуально приближен к шовинизму, этнократии и ксенофобии.

## Термин
До XVIII века слово «нация» употреблялось, но относилось к таким понятиям, как родовая общность, или землячество в средневековых университетах, на церковных соборах и др. Термин «национализм» (фр. nationalisme) впервые был использован в труде аббата Барруэля, опубликованного в 1797—1798 году. Распространение в европейских странах он получил с 1830-х годов, однако французский словарь «Larousse» включил этот термин только в 1874 году.
В современном русском языке наиболее употребительное значение слова «национализм» по смыслу приближается к шовинизму, этнократии и ксенофобии. Это значение было внедрено в язык в советский период. Оно имеет выраженный негативный оттенок и делает акцент на превосходстве своей нации, национальном антагонизме и национальной замкнутости. Советский лингвист С. И. Ожегов — автор и составитель нескольких словарей русского языка — определил национализм как «идеологию и политику, исходящую из идей национального превосходства и противопоставления своей нации другим». А. А. Грицанов полагает, что для обыденного сознания слово «национализм» не имеет нейтрального звучания и всегда эмоционально окрашено. Русская языковая традиция также приравнивает понятие «нация» к этничности. По мнению историка А. Миллера, это связано, с одной стороны, с тем, что Россия в целом слабо знакома с идеологией национализма, а с другой стороны, с намеренным искажением принятого в мире значения этого термина в Российской империи и Советском Союзе.
Следствием стала практика подмены понятий термина, которую в своих целях используют как противники национализма, так и сторонники национальной исключительности. Либо различная трактовка смысла, в зависимости от контекста использования слова. Например, в одной из своих речей Владимир Путин назвал себя и Дмитрия Медведева «националистами в хорошем смысле слова», однако нередко призывал бороться с любыми проявлениями национализма и шовинизма, а также, ссылаясь на советского и российского культуролога Дмитрия Лихачёва, назвал национализм ненавистью к другим народам.
Философ И. А. Ильин называл русским национализмом любовь к исторически сложившемуся духовному облику русского народа, волю к расцвету и самобытному величию грядущей России. При этом Ильин признавал существование «больных» форм национализма, которые фокусируются на внешних, а не на духовных проявлениях народной жизни (экономизм, этатизм, империализм), либо отрицают и презирают чужую культуру.
Негативное употребление понятия «националист» бытует не только в России. Так, президент Германии Й. Рау в своей инаугурационной речи объяснял, что патриот — это человек, любящий свою родину, а националист — ненавидящий другие народы и страны. Американский историк Б. Шейфер приводит следующие значения термина «национализм»:
1. Любовь к общей земле, расе, языку и исторической культуре
2. Стремление к политической независимости, безопасности нации и забота о её престиже
3. Мистическая преданность туманному, иногда сверхъестественному социальному организму, который известен как нация и народ
4. Догма о том, что индивидуумы живут исключительно для нации, которая есть цель в самой себе
5. Доктрина, что данная нация является или должна быть господствующей среди других наций

Проблема усугубляется свойственной национализму размытостью, в силу его опоры на чувства и эмоции. Смысл, вкладываемый разными людьми в одни и те же термины и лозунги, может быть порой противоположным. Так, лозунг «Россия для русских» трактуется одними как претензия этнических русских на исключительные права, а другими как требование, что государство должно служить народу. А. Миллер отмечает, что даже слово «русский» может пониматься как в строго этническом (примордиальном) значении, так и через культурные категории и участие в общей судьбе.
В связи с этим некоторые российские исследователи настаивают, что слово «национализм» следует использовать сугубо для обозначения этнонационализма. Другие полагают, что это сделает невозможной коммуникацию научной среды с обществом. Третьи видят выход в идеологической нейтрализации культурных значений базовых слов.

## Доктрина
Национализм — это прежде всего идеология, которая включает следующие элементы:
- Существование наций. Национализм постулирует, что человечество поделено на фундаментальные единицы — автономные и самодостаточные нации, которые отличаются набором определённых объективных характеристик.
- Суверенное право нации на самоопределение. Национальные проекты могут осуществляться только в собственном государстве. Нация имеет право сформировать своё государство, которое должно включать в себя всех членов нации[33]. Для каждой непрерывной территориально-административной единицы политические границы должны совпадать с культурно-этническими. Таким образом, нация обладает высшей (суверенной) властью над чётко ограниченной территорией, в пределах которой проживает достаточно однородное население.
- Первичность нации в государствообразующем процессе. Нация является источником всей политической власти. Единственным легитимным типом правительства является национальное самоуправление. Каждый член нации имеет право непосредственно участвовать в политическом процессе. Тем самым национализм символически приравнивает народ к элите.
- Национальная самоидентификация. Национализм считает необходимой общность языка и культуры для всего населения в пределах единой административно-территориальной единицы. Люди отождествляют себя с нацией ради свобод и самореализации. С другой стороны, нация гарантирует членство и самоидентификацию даже тем, кто не чувствует себя частью никакой другой группы[34].
- Солидарность. Единообразие достигается за счёт объединения людей на почве любви и братства, а не путём навязывания определённой культуры. Важно, чтобы члены нации ощущали узы солидарности и действовали не одинаково, а в унисон[31], соизмеряли свои усилия с устремлениями других.
- Нация как высшая ценность. Преданность индивида национальному государству превыше индивидуальных или других групповых интересов. Задача граждан — поддерживать легитимность своего государства. Укрепление национального государства является главным условием для всеобщей свободы и гармонии.
- Всеобщее образование. Люди должны получать всестороннее формальное образование, необходимое для полноценного участия в жизни нации, а также для идентификации с её культурой, историей и языком[30].

Национализм подчёркивает различия, колорит и индивидуальность наций. Эти отличительные черты носят культурно-этнический характер. Национальное самосознание способствует идентификации существующих иностранных вкраплений в культуру и рациональному анализу перспектив дальнейшего заимствования из других культур на благо своей нации.
Кроме того, национализм рассматривает нацию как эквивалент индивидуума, как социологический организм. Равенство людей перед законом независимо от их социального статуса или происхождения аналогично равенству наций независимо от их размера или мощи с точки зрения международного права. В представлении националистов, нации могут обладать талантами или чувствовать себя жертвами. Нация также объединяет настоящее поколение с прошлыми и будущими, что мотивирует людей к высокой самоотдаче, вплоть до того, что они готовы ради её спасения пожертвовать своей жизнью.
Связанными с этой концепцией являются такие понятия, как «национальные ценности», «национальные интересы», «национальная безопасность», «национальная независимость», «национальное самосознание» и др.
Хотя сказанное выше относится к национализму в целом, его разновидности могут выдвигать также и другие идеологические требования: формирование нации вокруг определённого этноса (национальности), всеобщий равный правовой статус и др. Эти особенности рассматриваются подробнее в разделе «Типология».

## Типология
В зависимости от характера поставленных и решаемых задач, в современном мире формируется несколько типов национальных движений. Наиболее широко используется классификация, произведённая Хансом Коном, который ввёл понятия политический и этнический национализм. Большинство специалистов (включая самого Кона) считает, что каждая зрелая нация содержит в себе оба компонента.
Гражданский национализм (другие названия: революционно-демократический, политический, западный национализм) утверждает, что легитимность государства определяется активным участием его граждан в процессе принятия политических решений, то есть степенью, в которой государство представляет «волю нации». Основным инструментом для определения воли нации является плебисцит, который может иметь форму выборов, референдума, опроса, открытой общественной дискуссии и т. д. При этом принадлежность человека нации определяется на основе добровольного личного выбора и отождествляется с гражданством. Людей объединяет их равный политический статус как граждан, равный правовой статус перед законом, личное желание участвовать в политической жизни нации, приверженность общим политическим ценностям и общей гражданской культуре. Существенно, чтобы нация состояла из людей, которые хотят жить рядом друг с другом на единой территории.
В рамках гражданского национализма выделяют подвиды:
Государственный национализм утверждает, что нацию образуют люди, подчиняющие собственные интересы задачам укрепления и поддержания могущества государства. Он не признаёт независимые интересы и права, связанные с половой, расовой или этнической принадлежностью, поскольку полагает, что подобная автономия нарушает единство нации.
Либеральный национализм делает акцент на либеральных ценностях и утверждает, что существуют общечеловеческие ценности, такие как права человека, по отношению к которым патриотические нравственные категории занимают подчинённое положение. Либеральный национализм не отрицает приоритеты по отношению к тем, кто ближе и дороже, но полагает, что это не должно быть за счёт чужих.
Этнический национализм (другие названия: этнонационализм, культурно-этнический, органический, восточный национализм) полагает, что нация является фазой развития этноса и отчасти противопоставляет себя гражданскому национализму. В настоящее время «националистическими» называют как правило те движения, которые делают акцент на этнонационализме. С его точки зрения, членов нации объединяет общее наследие, язык, религия, традиции, история, кровная связь на основе общности происхождения, эмоциональная привязанность к земле, так что все вместе они образуют один народ (нем. Volk), кровнородственное сообщество. Чтобы культурные традиции или этническая принадлежность легли в основу национализма, они должны содержать в себе общепринятые представления, которые способны стать ориентиром для общества.
Иногда при классификации выделяют культурный национализм, так что этнический национализм становится более узким понятием. Во избежание неоднозначностей, в данной статье последний называется «примордиальным этническим национализмом».
Культурный национализм определяет нацию общностью языка, традиций и культуры. Легитимность государства исходит из его способности защищать нацию и способствовать развитию её культурной и общественной жизни. Как правило, это означает государственную поддержку культуры и языка этнического большинства, а также поощрение ассимиляции этнических меньшинств для сохранения единообразия нации.
Примордиальный этнический национализм полагает, что нация основана на общем реальном или предполагаемом происхождении. Принадлежность нации определяется объективными генетическими факторами, «кровью». Сторонники данной формы утверждают, что национальная самоидентификация имеет древние этнические корни и потому носит естественный характер. Они высказываются за самоизоляцию культуры этнического большинства от других групп и не одобряют ассимиляцию.
Крайний национализм нередко ассоциируется с экстремизмом и ведёт к острым внутренним или межгосударственным конфликтам. В большинстве стран крайний национализм официально признаётся социально опасным явлением. В России разжигание межнациональной розни относится к преступлениям.
Стремление выделить для народа, проживающего в какой-либо части государства, его собственное государство на этой территории приводит к сепаратизму.
Радикальный государственный национализм является ключевой составляющей нацизма. Многие этнические националисты разделяют идеи национального превосходства и национальной исключительности (см. шовинизм), а также культурной и религиозной нетерпимости (см. ксенофобия).
Ряд международных документов, в том числе Всеобщая декларация прав человека и Международная конвенция о ликвидации всех форм расовой дискриминации, осуждает этническую дискриминацию и ставят её вне закона.
Характерная для национализма размытость идеологии и эклектичная структура политических движений часто открывает возможности для политики «двойных стандартов». Например, стремящиеся к сохранению своей культуры «нации-гегемоны» обвиняются в великодержавном шовинизме, а борьбу малых народов за национальную независимость называют сепаратизмом — и наоборот.

## Нация
Национализм рассматривает нацию как данность, но при этом несёт в себе понимание того, что является нацией. Идея нации опирается на чувство истории, на воспоминания и традиции, которые передаются из поколения в поколение. Её существование обычно рассматривается как плавное продолжение древнего этноса либо привязывается к определённым историческим моментам её основания.
В реальности нация — это наделённое самосознанием сообщество людей с перекрывающейся культурной и политической самоидентификацией, исторически возникшей вследствие их привязанности к определённой территории. С одной стороны, это сообщество воображаемое: каждый его член несёт в себе его образ, представляет себе его границы, ощущает на себе его братские узы и убеждён в его верховной власти. Человек представляет свою жизнь как траекторию вдоль общего пути, параллельную жизням тысяч своих соотечественников, которых он никогда не видел и не увидит. При этом люди, составляющие нацию, объединены общими симпатиями, посвящают себя общей деятельности, желают находиться под одним правительством и желают, чтобы это правительство состояло из их представителей.
С другой стороны, корни большинства наций сосредоточены вокруг доминирующего этнического стержня. Большинство членов нации разделяют общий образ жизни и испытывают привязанность к территории их совместного проживания с привычным и узнаваемым ландшафтом. Между тем, совместное проживание приводит со временем к появлению внешнего сходства и к формированию этнической группы, представители которой верят в их общее генеалогическое происхождение в силу схожей внешности, обычаев или исторических воспоминаний. Эта общность активно способствует национальной солидарности.
Однако национальное самосознание принципиально отличается от этнического, поскольку складывается в процессе осознания обществом своих интересов по отношению к государству, в то время как этническое самосознание состоит во взаимоотношении одной этнической общности с другими. Этнические группы также вообще говоря не привязаны к конкретной территории, тогда как нации не обязательно опираются на миф об общем генеалогическом происхождении.

## Национальное государство
Национальное государство (государство-нация) представляет собой территориальное образование, в котором сращиваются социальная организация, политическое управление и культурная самоидентификация. Стран, отвечающих всей строгости данного определения, менее 10 %, однако большинство современных государств включают многие его элементы.
Современные государства управляют множеством городов и соприкасающихся регионов посредством централизованных, дифференцированных и автономных структур. Они обладают монополией на формулирование обязательных к исполнению правил и на применение силы в пределах своей территории. Таким образом они распространяют своё прямое правление на всё население на своей территории и стремятся организовать жизнь всех людей определённым образом для экономического развития или обороны. Этим они отличаются от городов-государств, которые не стремятся к интеграции глубинки, и от империй, которые не пытаются надзирать над повседневными делами всех жителей. Кроме того, национальное государство стремится к добровольной интеграции народов и этим также отличается от империи, которая ставит целью захват новых территорий, их удержание и колонизацию.
Национальное государство ассоциируется с его гражданами, однако на внутренней и международной арене его обычно представляет один государственный лидер. Так, Шарль де Голль утверждал, что глава французского государства должен олицетворять «некую идею о Франции» (фр. une certaine idée de la France).
Несмотря на схожесть понятий «нация» и «национальное государство», национализм делает между ними некоторое различие. Понятия «нация», «государство» и «общество» относятся к различным уровням: культурному, политическому и социальному. Например, принято считать, что армия защищает не государство, а народ.

### Геополитика
В своём трактате «Об общественном договоре» (1762) Ж.-Ж. Руссо писал, что размеры государства должны быть такими, «чтобы земли было достаточно для пропитания жителей». Позднее эта мысль получила развитие, что границы государства должны определяться необходимыми для нации материальными ресурсами. Так, Ф. Ратцель полагал, что если государства не растут, то они умрут. Этим он подводил теоретическую базу под продолжавшуюся колониальную экспансию европейских держав в Африке. Схожих взглядов придерживался Хэлфорд Макиндер.
В 1899 г. географ Р. Челлен ввёл в употребление понятие геополитика, которое в дальнейшем развил К. Хаусхофер. Под геополитикой понималась дисциплина, изучающая использование географических знаний для поддержки и направления политики государства. Поскольку геополитика служила преимущественно для легитимизации колониализма и нацистской агрессии, после войны эта теория была дискредитирована.

## История
Национализм является продуктом Нового времени. На протяжении истории люди испытывали привязанность к родной земле и поддерживали местную власть. Однако большинство политических и культурных явлений до нового времени имело универсальный, а не национальный характер.
Термин «национализм» впервые ввели в употребление в XIX веке философ Гердер и аббат Баррюэль. Наиболее ранним его проявлением стала Славная революция в Англии. Подъём национализма совпал с возникновением либерализма, и на протяжении длительного периода обе идеологии развивались в связке друг с другом. Ярким проявлением национализма явилась борьба элит Нового Света против испанского колониализма. Однако наиболее мощными всплесками стали революции в Америке и Франции. К 1815 г. национализм уже был одной из ведущих идеологий в мире. Он оказался способен обеспечить мобилизацию общества в период перехода к капиталистической экономике, что привело к повышению эффективности национальных государств и росту их экономической мощи.
Если национализм конца XVIII века во Франции и США был преимущественно гражданским, то в большинстве стран центральной и восточной Европы он возник как реакция на французскую оккупацию и поначалу носил этнический характер. Так, объединение Германии и аннексия Эльзаса-Лотарингии были осуществлены в русле пангерманизма. Во второй половине XIX века национализм начал подрывать целостность Австро-Венгрии, Российской и Османской империй, которые окончательно распались после Первой мировой войны. В начале XX века он расцвёл в Азии и Африке, что привело к обострению борьбы с французским и британским империализмом и в итоге к распаду колониальной системы.
Существенным элементом соглашений по окончании Первой мировой войны был план Вильсона поделить Европу на моноэтнические национальные государства, для осуществления которого была создана Лига Наций. При этом война подорвала веру в гуманизм, являющийся фундаментом для либерализма, что в сочетании с другими факторами привело к появлению фашизма и нацизма. Вслед за поражением Германии во Второй мировой войне последовала дискредитация всех форм крайнего национализма и связанных с ними учений.
В послевоенной Западной Европе активность национализма снизилась в связи с процессами интеграции в Европейское сообщество. Во многих странах были ликвидированы расовые и этнические дискриминационные ограничения. В посткоммунистической Восточной Европе, однако, на фоне распространения идей построения гражданской нации происходили острые этнические конфликты и этнические чистки.
В современном мире национализм продолжает играть активную роль на международной арене и имеет множество проявлений. Крайний национализм официально осуждается и сталкивается с законодательными запретами. В то же время представления о национальном государстве стали фундаментальной компонентой менталитета людей в либерально-демократических странах.
«Движения этнического национализма и сепаратизма возникают как в экономически развитых странах, так и в бедных. Как в федеративных демократиях, так и при жёстком авторитарном правлении. … Не существует надёжной корреляции между религиозной идентичностью и национализмом, — сепаратизм может быть католическим, исламским, протестантским и т. д. Нет и привязки к особым алгоритмам исторического развития».

## Подходы к изучению национализма
Среди исследований национализма выделяют три ведущие школы: примордиализм, модернизм и этносимволизм.
Примордиализм утверждает, что прототипы наций и национализм существовали всегда как данность с самого начала человеческой истории и что людям, принадлежащим к одной этнической общности, изначально и навсегда присущ некий набор культурных свойств, обусловливающих их поведение. Целью примордализма является поиск некого «подлинного» этнического фундамента. В настоящее время среди специалистов по национализму сторонников примордализма почти не осталось. Как показывают исследования, по-настоящему древних традиций не существует, а культурные нормы и ценности устойчивы настолько, насколько сохраняются формирующие их социальные институты.
С точки зрения модернизма нации и национализм есть исторические явления, появившиеся на заре индустриальной эры и связанные с усилением государств и развитием капитализма. Согласно этой теории, по мере усиления прямого правления государства над жителями, культура и повседневная жизнь стали всё больше зависеть от страны проживания. Развитие коммуникационных технологий и экономического рынка способствовало возникновению общественных связей между людьми, никогда не общавшимися друг с другом напрямую. В результате в пределах каждой страны жизнь начала становиться всё более однородной, а между странами начали нарастать контрасты. Сторонники этого направления не отрицают, что этническая принадлежность играет роль в происхождении национализма, а культура — на финальной стадии формирования нации, но в целом находят связь национализма с этнической принадлежностью совпадением. Они считают, что национальная принадлежность определяется современным государством, осуществляющим единый контроль над ясно очерченной территорией, а существующие этнические отношения пересматриваются, чтобы они совпадали с границами государства или наоборот, чтобы в борьбе за власть они послужили основанием для формирования новых государств.
Этносимволизм (перенниализм) отстаивает точку зрения, что корнем национализма, наряду с экономикой, является этническая принадлежность. Хотя этносимволисты не считают нацию исконным или естественным образованием, они полагают, что в её основе лежит относительно древняя история и национальное самосознание. Согласно этой теории, ещё в доиндустриальную эпоху возникло множество этнических сообществ, представлявших собой население с общими элементами культуры, историческими воспоминаниями, мифами о предках и обладавшими определённой мерой солидарности. Границы этнических территорий не были чётко обозначены. Поскольку мифы, символы, воспоминания и ценности переносятся медленно меняющимися элементами культуры и жизнедеятельности, то этнические сообщества весьма долговечны. Некоторые из этих сообществ перешли в новую фазу культурно-экономической интеграции и стандартизации, стали привязаны к определённой исторической территории и выработали отличительные законы и обычаи, — то есть, стали нациями. Появление же идеологии национализма в конце XVIII века радикально изменило качество наций и их форму.
По мнению российского учёного А. И. Миллера, все теоретические исследования национализма последних десятилетий в той или иной степени опираются на работы Карла Дойча.

## Национализм и культура
С конца XVIII века национализация государства шла параллельно с национализацией образования и общественной жизни. Поэты и учёные приступили к реформе родного языка, подняв его до уровня литературного. Их труды в области истории подготовили почву для политических требований в отношении национальной государственности.
В национальных государствах появились новые ритуалы: фестивали, праздники, флаги, музыка, поэзия, патриотические речи. Со временем национальные элементы стали проявляться в сказках, архитектурном стиле, муниципальных законах и т. д. Политическая роль религии постепенно сошла на нет, а владение государственным языком стало играть принципиальное значение. Последнее было связано с развитием коммуникационных технологий и капитализма, который был заинтересован в расширении границ единого рынка. Правда национализм отнюдь не всегда опирался на устоявшиеся языковые традиции. Во многих случаях он продвигал местные наречия в противоположность языку аристократических кругов. Иногда происходило возрождение малоупотребительных языков, иногда интеграция нескольких диалектов в новый общий язык.
В то время как доиндустриальное общество было поделено в основном на вертикальные слои, в новое время политика государств стала способствовать преодолению этого деления. Благодаря национализму высокая культура охватила всё общество, стала определять его и получила политическую поддержку.
Поскольку национализм стремится к идентификации человека с национальной культурой и языком (в противоположность идентификации с религией, местом проживания, родом и т. д.), важную роль играет образование. Система всеобщего формального образования не только наделяет население базовыми профессиональными навыками (в первую очередь, обучает грамоте), но и позволяет национальному государству эффективно общаться напрямую с его гражданами. Система образования также может способствовать поддержке ценностей, культуры, истории и языка этнического большинства.
Особое внимание национализм уделяет трактовке и преподаванию истории для воспитания чувства отождествления себя с нацией. Многие исследователи полагают, что такое внимание носит идеологический характер и осуществляется с целью создания мифологической основы для своих требований — как сказал Ренан, «забвение или, лучше сказать, историческое заблуждение является одним из главных факторов создания нации, и потому прогресс исторических исследований часто представляет опасность для национальности».
В большинстве стран мира национализм стал частью самой структуры современного общества. Население воспринимает его как привычное явление и даже не реагирует на националистическую риторику, если только она не угрожает общественному порядку или не связана с каким-то объективным кризисом. У людей возник ряд привычек идеологической окраски, которые обеспечивают непрерывное воспроизводство нации («банальный национализм»).

## Роль в практике дискриминации и преследования
В 2018 году Тендайи Ачиуме, специальный докладчик ООН по расизму, опубликовала доклад Совета ООН по правам человека, в котором сообщается, что «в мире более 75 % известных лиц без гражданства принадлежат к небелым группам», и подчёркивается роль этнонационализма в международной практике лишения права гражданства. В докладе Ачиуме отметила, что международное право запрещает гражданам дискриминировать неграждан на основании их расы, происхождения, национального или этнического происхождения, а также заявила, что законы о гражданстве, национальности и иммиграции, которые дискриминируют неграждан нарушают международное право. Она также отметила негативную роль законов, ограничивающих право на брак между определёнными национальными, религиозными, этническими или расовыми группами, которые, по её словам, «часто применяются государствами для сохранения, существующей согласно их представлениям, национальной, этнической и расовой „чистоты“». Ачиуме назвала этнонационалистическую политику «наиболее очевидной движущей силой расовой дискриминации в законах о гражданстве и иммиграции», которую ведут популистские лидеры, определяющие нации «с точки зрения предполагаемых кровных связей и этнической принадлежности».
В XIX и XX веках европейские колониальные державы использовали этнонационализм для оправдания лишения гражданства колониальных подданных, а в Европе евреи и рома не имели гражданства на тех же основаниях. Сегодня мигранты часто становятся объектом этнонационалистической риторики, связанной с идеями «этнической чистоты и сохранения религиозной, культурной или языковой самобытности». В странах с богатой историей иммиграции также наблюдается дискриминация некоторых расовых, религиозных и национальных групп. Ачиуме назвала положение мусульман-рохинджа «пугающим примером», поскольку Закон о гражданстве Бирмы 1982 года дискриминирует их по этническому признаку и делает многих рохинджа лицами без гражданства. Подходящим примером подобных предубеждений в развитых странах названо нарушение прав афро-карибских британских граждан из «поколения Виндраш». Государства во всем мире используют дезинформацию, чтобы представить «определённые расовые, национальные и религиозные группы как представляющие врождённую угрозу для национальной безопасности» и оправдывают лишение их прав или отказ в правах.
Крайние формы этнического национализма, как в случае с преследованием правительством Мьянмы народа рохинджа, рассматриваются как причины актов геноцида и этнических чисток. В книге 2005 года «Большая игра геноцида» историк Дональд Блоксхэм утверждал, что геноцид армян «даёт пример явной логики этнического национализма, доведённого до абсолютной крайности в многонациональных сообществах».
Как и этнический, гражданский национализм в крайних формах может быть нацелен на государственную экспансию, агрессивные формы шовинизма или изоляционизма. Исторический социолог Э. Д. Смит отмечает, что гражданский национализм «может быть столь же жёстким и бескомпромиссным, как и этнический национализм». Он нивелирует этничность и индивидуальность, маргинализирует этническую культуру и религию. Согласно Смиту, «именно так французский гражданский национализм отнёсся к чёрным элитам и евреям: их культура и наследие обесценивались, религии презирались и вытеснялись из общественной жизни либо подавлялись, а этничность была у них отнята». Однако эти негативные особенности в большинстве современных демократических стран могут преодолеваться различными практиками мультикультурализма, позволяющим гражданам сохранять этническую самобытность. Гражданский национализм формируется под влиянием процессов модернизации, индустриализации, урбанизации, объективно ведущих к унификации культуры.

## Критика
Крайние формы национализма могут вызвать колоссальные страдания и чрезвычайно деструктивные эффекты, в том числе геноцид и этнические чистки. Основное русло национализма также является предметом критики.
Некоторые учёные склоняются к мнению, что общая теория наций и национализма не только невозможна, но и нежелательна, а вместо этого следует фокусировать внимание на его прикладных аспектах. Термины «национализм» и «нация» с трудом поддаются определению, поскольку эти концепции глубоко вплетены в современную политику и любое определение сделает легитимными одни требования и нелегитимными другие. Неопределённость и широта, приданные понятию национализм теоретиками, служат основой субъективного произвола при анализе конкретного содержания той или иной формы этой групповой лояльности.
Ряд учёных являются сторонниками антинационали́зма, который утверждает, что национализм опасен, не совместим с демократией, ведёт к нарастанию культурно-общественных различий и далее к конфликтам и войнам. Они полагают, что если своя нация стоит на самой высокой нравственной платформе, то можно сделать вывод, что позиции остальных наций ниже. Согласно современной теории антинационализма, представленной, например, в трудах Э. Балибара, сопутствующим моментом любого национализма является расизм. Некоторые противники национализма считают, что он лежит в основе большинства современных международных конфликтов. Так, Л. Н. Толстой писал, что причинами войн является «желание исключительного блага своему народу».
Озабоченность вызывает то, что в национальном государстве все важнейшие элементы организации общества способствуют поддержанию культурного единообразия. Этим они невольно ставят под угрозу индивидуальное право на самоидентификацию. Хотя членство в нации носит добровольный характер, те, кто не согласны со стержневыми национальными ценностями, могут быть подвержены правовой дискриминации или стать жертвами ксенофобии. Существует также риск, что стремясь избежать нарушения национального единства, демократическое государство может пойти на соблазн применения силы, причём не только по отношению к иностранцам или этническим меньшинствам, но и по отношению к нации в целом. Тем самым оно может сползти в авторитаризм. В связи с этим сторонники культурного либерализма настаивают, что политическая система должна защищать меньшинства от диктатуры большинства. При этом нация с устоявшимися гражданскими ценностями и институтами гражданского общества способна быть таким гарантом.
Некоторые сторонники коммунитаризма полагают, что гражданский и либеральный национализм наносит ущерб структуре гражданского общества, поскольку не признаёт границы этнических сообществ. Им возражают противники политики мультикультурализма, которые считают, что признание внутренних этнических границ может привести к навязыванию принадлежности той или иной этнической группе и что вместо этого государство должно гарантировать каждому человеку свободу членства в сообществах.
Как отмечают исследователи, гражданский национализм не способен сам по себе обеспечить единство нации, поскольку основан преимущественно на рассудке и поскольку основные категории гражданского национализма (гражданство, политические права и т. д.) являются «внешними» для человека. Поэтому на практике национализм всегда содержит культурный элемент, который существенно более эмоциональный и оперирует «внутренними» категориями (религия, традиции и т. д.) Гражданский национализм также не способен внести ярко-отличительные черты в национальную самоидентификацию. Его вклад в формирование национальной уникальности отчасти опирается на территориальную привязанность, однако распространение демократии привело к сглаживанию остальных различий между европейскими государствами.
Между сторонниками этнического и гражданского национализма бывают острые противоречия. Националисты утверждают, что гражданский национализм даёт некорректное толкование понятию «нация» и склонны считать его формой интернационализма. Они отрицают, что нация может включать в себя разные национальности, хотя иногда готовы делать исключение для быстро ассимилирующихся некоренных национальностей.
Критики примордиального этнического национализма отмечают, что этническая принадлежность — это лёгкий способ выражения чувства коллективной идентификации, которая сближает «своих», подчёркивая отличия от «чужих». При этом что именно является общим для «своих», кроме как отличие от «чужих», не столь очевидно. В частности, процессы ассимиляции показывают, что этническая принадлежность группы способна к эволюции. Политические и культурные нормы усваиваются наиболее быстро. Физическая внешность иммигрантов часто не соответствует нормам коренного населения, однако у их потомков эти различия сглаживаются благодаря межнациональным бракам. В силу этого, теории «исконной» национальности лишены оснований. В то же время этнический национализм крайне замедляет процесс приобщения к нации для «посторонних», поскольку поменять собственные гены или своих предков невозможно. По этой причине многие социологи считают, что этнические ценности не должны простираться за пределы личной сферы жизни.
Левые движения часто рассматривают национализм как правую идеологию, поддерживающую консервативно-авторитарные режимы и враждебную социал-демократии. Однако есть и другой взгляд, согласно которому лишь сообщество, имеющее представление об общей судьбе и охваченное узами взаимного доверия благодаря сильной национальной идентичности, способно достичь социальной справедливости и демократии.
С точки зрения марксизма, национализм является «ловушкой для пролетариата», за исключением особых случаев, когда он способствует ликвидации классовых различий. Марксисты полагают, что распространение универсального рабочего сознания по всему миру и крах капитализма лишат национализм почвы. Однако прежде всего рабочий класс должен завоевать политическое господство в своей стране и тем самым «конституироваться как нация».
Космополитизм утверждает, что людей в первую очередь должны волновать общечеловеческие вопросы, которые не признают границ или различий по расе, религии, культуре и т. п. Космополиты указывают на существование вопросов, которые шире национальной политики и могут решаться только на транснациональном уровне. Космополиты, как правило, не уделяют должного внимания проблеме обеспечения безопасности и порядка и подразумевают её решённой. Между тем, безопасность на практике поддерживается силовыми структурами национальных государств. Космополиты также часто усматривают шовинистический потенциал в умеренных формах национализма и видят их опасность в перспективе перерождения в нацизм. Комментируя подобные утверждения, М. Уолцер обращает внимание на то, что «преступления в XX веке совершались как извращёнными патриотами, так и извращёнными космополитами. И если фашизм представляет первое из этих извращений, то коммунизм, в его ленинской и маоистской версиях, представляет второе».
Сторонники индивидуализма утверждают, что фундаментальным элементом общества является отдельный человек, а не семья, сообщество, нация или любой другой коллектив. Только индивидуумы непосредственно наделены правами, а коллективные права появляются как следствие членства отдельных людей в этих коллективах. В частности, по их мнению, коллективные права не относятся ко всем людям в равной мере и наделяют определённые группы привилегиями.
Философ Н. А. Бердяев утверждал, что национализм есть благо как творческое утверждение, когда национальность возносит свой индивидуально-неповторяемый образ до всечеловеческого значения. В то же время, Бердяев полагал, что национализм это не только любовь к своему народу и сознание единства исторической судьбы, но и прикрытая форма эгоцентризма, культа могущества государства, культа грубой силы, жажды господства над другими народами. Бердяев считал национализм процессом обратным христианизации и гуманизации и что он должен быть «осуждён христианской церковью как ересь».

## В странах мира
По мнению политолога И. А. Гобозова, рост поляризации между богатыми и бедными государствами ведёт к росту национализма. Гобозов уточняет, что бедные народы пытаются сформировать собственные государственные образования, надеясь тем самым поднять национальную экономику и получить подлинную независимость, а развитые государства также стремятся к национальному обособлению.

### Великобритания
В период Славной революции англичане находились под сильным влиянием кальвинизма. Появление идеи о личной свободе и надежда на её распространение по всему миру вызывали аналогию с сюжетами из Библии. Поэтому национализм приобрёл форму, в которой англичане отождествляли себя с древним Израилем.
В 1707 году Англия объединилась с Шотландией, став Великобританией. В 1801 г. в её состав вошла Ирландия. Позднее эти территории, включая колонии, стали частью Британской империи.
До середины XX века жители империи были формально подданными короля. К этому относились положительно даже те англичане, которые сочувствовали освободительной борьбе народов Содружества, так как это подчёркивало их солидарность с этими народами. Только в 1948 г., в результате Акта о национальности, подданные стали гражданами. Начиная с 1970-х британская самоидентификация приобрела расовый оттенок, и согласно новому законодательству безусловным правом на проживание в стране обладают только лица, получившие гражданство в Великобритании, и их потомки.
В настоящий момент, хотя большинство британцев приравнивают национальность к гражданству, значительная часть ирландцев, шотландцев и валлийцев считает, что они с англичанами являются представителями разных наций. Более того, для участия в региональных шотландских или валлийских выборах не требуется британского гражданства. В связи с этим в настоящий момент Великобританию не вполне корректно считать национальным государством.
По сути, английский национализм не был этническим и разъединяющим — он выполнял гражданскую, интегрирующую функцию. Распад империи привёл к фундаментальному сдвигу в сознании: в частности, активизировались национальные движения. Выход Великобритании из Евросоюза в 2021 году стал возможен благодаря сильному всплеску английского национализма, обусловленному спонтанной популярностью партии Независимости Соединённого Королевства Найджела Фаража, а также ультра-правой Британской национальной партии. Рост английского национализма, в свою очередь, спровоцировал пропорциональную популяризацию Шотландской национальной партии, Партии Уэльса и Шинн Фейн, которые возглавили новую волну соответствующих движений за независимость, серьёзно угрожающих распаду самой Великобритании.

### Германия
Национализм в Германии возник как реакция на наполеоновскую оккупацию. Начиная с Гердера и Фихте, немецкие националисты полагали, что Германия упирается корнями в древний немецкий этнос и что политические критерии включения в нацию несущественны. Например, Фихте в своём «Обращении к германской нации» (1807) утверждал, что немцев характеризует оригинальный язык и прослеживаемая с первобытных времён природа германского характера, что наделяет её метафизическим национальным духом. Однако если в прошлом история немецкого народа во многом зависела не от него, то в будущем, по мнению Фихте, немцы должны были вершить свою историю сами. Этот призыв был подхвачен другими немецкими философами и писателями, что привело к возникновению романтизма.
В тот период этнические немцы населяли территории многих стран (Австрии, Пруссии, России и т. д.). Пангерманизм стремился к их объединению в границах единого государства. Объединение Германии в 1871 году стало поворотным моментом в истории немецкого национализма, который начал вовлекать в себя широкие массы.
В XX веке идеология национал-социализма вобрала в себя многие элементы крайнего национализма. Нацисты утверждали, что Германия должна расширить свои границы, чтобы охватить всю территорию проживания немцев. При этом, однако, нацистская теория далеко выходила за пределы национализма, будучи построенной на расистских принципах и преследовавшей цель в конечном итоге не национального государства, а всемирного господства «высшей расы». В результате поражения в войне и краха НСДАП, чья идеология на Нюрнбергском процессе была признана одной из причин войны, Германия официально порвала с любыми формами проявления национализма.
Тем не менее, до последнего времени гражданство в Германии давалось преимущественно этническим немцам, в то время как другие иммигранты испытывали серьёзные трудности с получением гражданства.
Во время опросов общественного мнения, проведённых в Германии в начале 2009 года, 83 % всех опрошенных заявили, что гордятся тем, что они немцы. По данным немецкого ведомства по защите конституции, число ультраправых экстремистов в Германии за 2009 год увеличилось на треть, эксперты объясняют это ухудшением экономической обстановки и падением уровня жизни из-за мирового финансового кризиса.

### Индия
Национализм в Индии обострился в конце XIX века в связи с борьбой с британским империализмом. Националисты утверждали, что Индия должна сама осуществлять собственную политику; что свободная Индия способна остаться единой территорией; что индусов объединяет религия (индуизм). Главной победой индийского национализма стало обретение независимости в 1947 г. При этом одной из серьёзных проблем стал выбор государственного языка, в результате чего их стало два: хинди и английский. Основными трудностями к построению гражданской нации стали острые этнические и религиозные конфликты, которые, в частности, привели к отделению Пакистана.

### Польша
Польский национализм стал формироваться во время федерации Королевства Польского и Великого княжества Литовского. В это же время стал формироваться особый национализм на основе польско-литовской идентичности, которая объявляла многоконфессиональную и многонациональную Речь Посполитую образцом более гуманного и благородного государства. Национализм польско-литовской идентичности был распространён среди польской шляхты и основывался на идеях сарматизма и культурных ценностях Золотой вольности. Большое значение в развитии польского национализма приобрёл католицизм, который использовался националистической мыслью как элемент мессианизма польского народа и его самоидентификации. В настоящее время в политической мысли в Польше превалирует политологическая концепция Ежи Гедройца, которая предполагает построение независимых от России и управляемых Польшей линии государств Литва-Беларусь-Украина как элемента противовеса и ослабления России. Русист Анна Разьны считает эту концепцию ошибочной. Российский политолог Лилия Шевцова считает концепцию Ежи Гедройца позитивной по отношению к России.

### Россия
На территории России присутствуют формы как гражданского, так и этнического национализма. Этнический национализм имеет некоторое распространение как в среде русских (русский национализм), так и в среде этнических меньшинств России.
Начиная с теории «Москва — третий Рим» и старших славянофилов в России преобладал православный религиозный патриотизм. К этому направлению принадлежал ряд христианских мыслителей, автор «Русской идеи» (1946) Николай Бердяев, автор «Наших задач» (1948—1955) Иван Ильин. В числе современных православных писателей также присутствуют авторы, которые подчёркивают национальный аспект, но в целом остаются в рамках христианских ценностных и смысловых представлений. С этим течением связан универсализм, «всечеловечность» классической русской культуры, о которой писал Фёдор Достоевский.
С возникновением Российской империи основой государственной идеологии стало понятие патриотизм, который фактически стал синонимом национализма и понимался как высшая нравственная добродетель, например, в мировоззрении таких деятелей как Екатерина II, Николай Карамзин и др. После Отечественной войны 1812 года идеи патриотизма стали важным компонентом как идеологии западников (Тимофей Грановский, Виссарион Белинский и др.) и славянофилов (Алексей Хомяков, Иван Киреевский и Пётр Киреевский и др.), так и теории официальной народности Сергея Уварова.
Этнический национализм в России сформировался в рамках почвеннического варианта славянофильства в его противопоставлении либеральному западничеству, а также на этнических окраинах Российской империи в качестве движения за повышение статуса «инородцев» или за создание собственной государственности этнических меньшинств.
В истории русской мысли присутствуют ряд направлений, которые являются националистическими в узком значении термина, начиная от Николая Данилевского, некоторых работ Василия Розанова и др. Ориентиром для них служили на христианские универсалистские идеи, но на первом плане находились русские национальные задачи, которые были актуальны для конкретного периода русской истории. Границы между православным патриотизмом и просвещённым национализмом в значительной мере условны.
Либерально-демократический тип русского национализма представляет собой разновидность либеральной идеологии, в рамках которой Россия и русские рассматриваются как часть европейского постхристианского мира (например, ряд авторов современного журнала «Вопросы национализма»).
В конце XX века этнический национализм усилился в СССР, где государство оказывало поддержку развитию этнических культур. Этнический национализм фактически был частью социалистического федерализма. В условиях кризиса коммунистической идеологии и политической системы этнический национализм сыграл значительную роль в распаде СССР.
В постсоветский период среди российских обществоведов получила широкое распространение идея гражданского патриотизма и связанная с ним концепция российской гражданской нации.
Русский неоязыческий национализм ориентируется на представления о славянской и русской дохристианской культуре, часто включает в себя антихристианские, расистские, антисемитские, ультраправые радикально-националистические и неонацистские идеи.
Перестройка дала начало масштабным демократическим реформам (до конца не реализованным), однако при этом привела к росту сепаратизма в ряде республик. По мнению Фрэнсиса Фукуямы, отсутствие национального единства в СССР послужило одной из причин, почему стабильная демократия так и не смогла в нём возникнуть.
В результате распада СССР и смены коммунистической идеологии плюрализмом мнений произошёл рост окраинного национализма и межнациональной напряжённости.

### Сербия
В первой половине XIX века на Балканах возникло движение сербского национализма. Тогда в среде сербской элиты возникла идея освобождения от османского владычества, и объединения южных славян в сильное государство.
Одним из основателей его был Доситей Обрадович, писатель и мыслитель. Он писал произведения об освободительной борьбе сербского народа и патриотические стихи. Считал всех жителей Сербии, Боснии, Герцеговины, Черногории, Далмации, Хорватии, Сирмия, Баната и Бачки братьями независимо от религии и церкви. Среди других сторонников пансербизма — историк Йован Раич и Сава Текелия, которые публиковали работы о районах, находящихся под единым названием «Сербская земля».
Концепцию пансербизма поддерживали не империалисты, которые основывались на понятии сербского завоевания, а рационалисты. Они полагали, что рационализм смог бы преодолеть религиозные барьеры, которые отделяют православных славян, славян-католиков и славян-мусульман, то есть представителей единой нации. Идея унификации и гомогенизации силой была выдвинута Петром II Негошей.
В 1808 году Иван Югович, министр в правительстве Карагеоргия, создал проект будущего сербского государства, которое в дополнение к восставшей Сербии включало в себя «Старую Сербию» (сегодня Косово), Черногорию и Боснию и Герцеговину. Однако в России этот проект отвергли, и признали преждевременным.
Более чётко великосербская идея была сформулирована в 1844 году в «Начертании» Илии Гарашанина, тайной политической программе Сербского княжества. В основу «Начертания» лёг план Франтишека Заха, согласно которому Сербия должна завершить свою «священную историческую миссию» начатую царём Душаном в XIV веке, и объединить всех сербов. Однако исследователи указывают на разногласия в планах Заха и Гарашанина. Если Зах видел Сербию как ядро будущей югославской империи, где хорватам будут предоставлены равные права, то Гарашанин видел только Сербскую империю. «Начертание» легло в основу внешней политики многих сербских государственных деятелей, в том числе Александра Карагеоргиевича, Михаила Обреновича, Николы Пашича и других.
В годы Второй мировой войны идеологом проекта великой и этнически однородной Сербии стал Стеван Мольевич, изложивший свои взгляды в труде «Гомогенная Сербия», написанный в июне 1941 года. В нём прямо говорилось:

«первым и главным долгом сербов является создание и организация гомогенной Сербии, которая охватила бы всю сербскую этническую территорию, и обеспечение этой Сербии необходимых транспортных коммуникаций и экономического пространства, которое обеспечило бы ей свободное хозяйственное, политическое и культурное развитие на все времена»
Практической реализацией этого проекта занимались отряды четников.
Новое возрождение сербский национальный проект получил в начале 1980-х годов, был разработан Сербской народной радикальной партией, будущей Сербской радикальной партией, представлен её лидером Воиславом Шешелем и стоит на тех же популистских основах и из той же серии, что и Великая Хорватия, Великая Венгрия и т. д.
В состав Великой Сербии должны войти земли Боснии, Герцеговины, Македонии, Черногории. Перед Югославской войной из этих земель сербское население преобладало на территории половины Боснии и Герцеговины (нынешняя Республика Сербская) и в восточной Хорватии (Республика Сербская Краина). Идеи Великой Сербии широко использовались белградскими и местными властями для мотивации сербских солдат воевать в Боснии и Герцеговине.

### США
Со времён Войны за независимость американцы рассматривают свою нацию как флагман человечества на пути к большей свободе личности, равенству и всеобщему счастью. Это сочетается с федерализмом, идеями равенства штатов и первичности местного самоуправления, так что многие американцы отождествляют себя прежде всего с родными штатами и рассматривают нацию как единство во имя общих целей.
В момент возникновения США представление о нации включало расовые, половые и имущественные ограничения, в частности, негры-рабы из неё были исключены. От расизма пострадали и другие меньшинства: так, во время Второй мировой войны свыше ста тысяч американцев японской национальности были помещены в концлагеря. Эффективные законы, запрещающие расовую дискриминацию, были приняты только в начале 1960-х.
К началу XX века значительный политический вес в стране получили движения англосаксонских протестантских националистов, выступавшие за ограничение иммиграции и стимулирование ассимиляции иммигрантов. Их противовесом стало Американское прогрессивное движение, поддерживавшее либеральный национализм, который до сих пор является важным элементом внутренней политики.
В современных США любой рождённый в стране человек является гражданином. При этом получение гражданства в другой стране не лишает его американского гражданства (американец может быть лишён гражданства только при добровольном отказе от него). Начиная с 1892 г. все школьники каждое утро произносят клятву верности флагу: «Я клянусь в верности моему флагу и республике, которую он символизирует: одной неделимой нации со свободой и справедливостью для всех». Американцы рассматривают своё общество как «плавильный тигель» множества иммиграционных субкультур, несмотря на доминирующий вклад протестантской англосаксонской культуры. Проводимая политика поддерживает высокий уровень национальной гордости американцев, независимо от их иммиграционного прошлого. Вместе с тем, в обществе получили распространение вторичные формы самоидентификации: афроамериканцы, испаноамериканцы и т. д. В США нет государственного языка, хотя во многих штатах любые официальные документы должны издаваться как минимум на английском.
Ярким примером национальной традиции, поддерживаемой всеми этническими группами, является ежегодно отмечаемый День благодарения. Он представляет собой торжество в честь мифологического события, которое изображает Америку прибежищем для искавших свободы иммигрантов и плодородной землёй, где разные культуры могут сосуществовать в мире.

### Украина
Основание теории украинского национализма было заложено в «Книге бытия украинского народа», написанной членами Кирило-Мефодиевского братства, к которому в частности, принадлежали историк Николай Костомаров и поэт Тарас Шевченко. Костомаров выдвинул тезис о двух русских народностях, доказывая существование отдельной «южнорусской» народности. Дальнейшее развитие концепция украинского национализма получила в трудах Михаила Грушевского, который стремился довести историю украинцев и украинства до периода, предшествующего появлению Киевской Руси. Наиболее крайние, агрессивные формы теоретический украинский национализм приобрёл в работах Николая Михновского (он, в частности, выдвинул лозунг «Украина для украинцев») и Дмитрия Донцова. «Государственнический национализм» отстаивал другой публицист и теоретик польского происхождения, Вячеслав Липинский.
На начало XX века этноним «украинцы» использовался в основном в литературе и не употреблялся простыми носителями украинского языка (ранее малорусское наречие русского языка), которые проживали преимущественно в Российской империи (территория Волынской, Екатеринославской, Киевской, Подольской, Полтавской, Таврической, Харьковской, Херсонской, Холмской, Черниговской губерний и Кубанской области — составляли большинство населения, Бессарабской, Воронежской, Гродненской, Курской, Ставропольской губерний и Области Войска Донского — составляли более 20 % населения) и Австро-Венгрии (территория Королевства Галиции и Лодомерии, Герцогства Буковина и комитатов Берег, Мармарош, Угоча, Унг Королевства Венгрия).
В тот период появились первые партии, выступавшие за создание политической автономии на всей этнической территории украинцев. Власти Австро-Венгрии поощряли украинских националистов, чьи требования не выходили за рамки национально-культурной автономии, и подвергали репрессиям русофилов, которые считали себя частью единого русского народа. Политика российских властей была симметричной. В результате распада обеих империй, на несколько лет возникла независимая Украинская Народная Республика. Однако после советско-польской войны Галиция и Волынь отошли к Польше, а оставшаяся часть УНР вошла в состав СССР как Украинская Советская Социалистическая Республика. Национально-освободительная борьба украинских националистов (в том числе, вооружённая) продолжилась и в различные периоды была направлена против насильственной полонизации, русификации, коммунизма и немецкой оккупации. Порой она принимала крайние формы, в частности, отряды националистов устраивали еврейские погромы и массовые убийства мирного польского населения. В 1930—1950-е гг. крупнейшей националистической организацией была ОУН. В 1950-60-е гг. на территории Украины действовал ряд подпольных организаций националистов. Впоследствии значительное внимание (в том числе, на уровне официальной политики) стало уделяться вопросам украинизации и недопущения региональной автономии. В настоящее время на Украине действует ряд националистических и ультраправых организаций (ВО Свобода, Тризуб, КУН, УНА-УНСО, СНА, Правый сектор и другие). В 2023 году политолог Тарас Кузьо оценивает национализм в Украине как имеющий слабое влияние, с наименьшей в Европе поддержкой среди населения.

### Франция
Во Франции времён революции национализм означал приверженность всеобщим прогрессивным идеям свободы и равенства. До революции самоидентификация была в основном по региону (провансалец, беарнец и т. д.) или по религии (католик или протестант). После основания республики все люди (в том числе в колониях) формально стали равными гражданами — французами. На рубеже XIX века подавляющее большинство населения страны не говорило на государственном языке. Благодаря тому, что образование стало вестись на французском, к концу XIX века число граждан, говорящих на этом языке, значительно увеличилось.
Несмотря на основной упор на построении гражданской нации, Франция не осталась безучастной к призывам крайнего этнического национализма, который проявлялся в подъёме антисемитизма после панамского скандала 1892, сотрудничестве части французов с нацистами во время Второй мировой войны и англофобии в настоящее время. Кроме того, французский национализм часто проявляет нетерпимость к культурным проявлением, противоречащим традиции, например, ношению головных платков в общественных местах.
В современной Франции второе поколение иммигрантов автоматически получает гражданство, что открывает для них возможности для дальнейшей ассимиляции.